# Blue Eye Samurai
Cet article possède un paronyme, voir Blue Eye.
Blue Eye Samurai est une série d'animation pour adultes franco-américaine, écrite et créée par le couple Michael Green et Amber Noizumiet animée par la société française Blue Spirit.

## Synopsis
Durant l'époque d'Edo au Japon, Mizu, une métisse aux yeux bleus adepte du kenjutsu, cherche à se venger de quatre Occidentaux qui séjournent illégalement dans le pays après la fermeture des frontières décidée par le shogunat Tokugawa. L'un d'entre eux est son père.

## Distribution

### Personnages principaux
- Maya Erskine (VF : Aurélie Konaté) : Mizu, une épéiste métisse aux yeux bleus. Traitée de monstre par le reste du Japon pour son "sang mêlé", elle a appris à se défendre.
- Masi Oka (VF : Jérémy Bardeau) : Ringo, un cuisinier optimiste et sans mains qui idolâtre Mizu. Il est très bon cuisinier, il se pensait être le meilleur "maker" de nouille (quelque chose qu'il a appris à faire dans le restaurant de ramen ou soba de son père), mais cela s'avère faux quand il rend visite à d'autres villes en suivant Mizu.
- Darren Barnet (VF : Gauthier Battoue) : Taigen, un épéiste prometteur mais arrogant d'origine modeste.
- Brenda Song (VF : Edwige Lemoine) : la princesse Akemi, la fille choyée mais volontaire du seigneur Daichi. Elle cherche à échapper à son sort, c'est-à-dire être mariée à quelqu'un choisi par son père. Elle veut épouser Taigen, mais ce choix lui est volé, de nouveau.
- George Takei (VF : Denis Boileau) : Seki, le tuteur de la princesse Akemi.
- Randall Park (VF : Yann Guillemot) : Heiji Shindo, le geôlier et complice nominal de Fowler. Il semble détester Fowler, mais le supporte sous la promesse du pouvoir qui lui reviendrait grâce aux armes.
- Cary-Hiroyuki Tagawa (VF : Bernard Alane) : maître Eiji, un forgeron aveugle qui a élevé Mizu. Il est réputé pour les katanas qu'il créait.
- Kenneth Branagh (VF : Boris Rehlinger) : Abija Fowler, un contrebandier irlandais et un inventeur allié au shogun, au mépris secret de la politique de huis clos du Japon. Il fait partie des quatre Occidentaux vivant dans le pays.

### Personnages secondaires
- Ming-Na Wen (VF : Véronique Desmadryl) : Madame Kaji, une proxénète rusée et avisée
- Stephanie Hsu : Ise, une prostituée
- Harry Shum Jr : Takayoshi, le deuxième fils du shogun
- Mark Dacascos : Chiaki, un assassin
- Orli Mariko Green : Mizu, jeune
- Judah Green : Taigen, jeune
- Patrick Gallagher (VF : Serge Biavan) : le seigneur Daichi, le père d'Akemi

- Version française
  - Société de doublage : Audiophase
  - Direction artistique : Laurence Saquet
  - Adaptation des dialogues : Anthony Panetto & Jessica Bluthe

## Épisodes
| No. | Titre en Français                     | Titre Original                      | Réalisateur               | Scénario                      | Date de Diffusion |
| --- | ------------------------------------- | ----------------------------------- | ------------------------- | ----------------------------- | ----------------- |
| 1   | Scories                               | Hammerscale                         | Jane Wu                   | Amber Noizumi & Michael Green | 3 novembre 2023   |
| 2   | Un élément inattendu                  | An Unexpected Element               | Ryan O'Loughlin           | Michael Green & Amber Noizumi | 3 novembre 2023   |
| 3   | Un nombre limité de chemins           | A Fixed Number of Paths             | Earl A. Hibbert Alan Wan  | Michael Green & Amber Noizumi | 3 novembre 2023   |
| 4   | Particularités                        | Peculiarities                       | Ryan O'Loughlin           | Michael Green & Amber Noizumi | 3 novembre 2023   |
| 5   | Le conte du ronin et de la mariée     | The Tale of the Ronin and the Bride | Michael Green             | Amber Noizumi                 | 3 novembre 2023   |
| 6   | Les rêves maléfiques et les mots durs | All Evil Dreams and Angry Words     | Earl A. Hibbert Sunny Sun | Amber Noizumi & Michael Green | 3 novembre 2023   |
| 7   | Sans annihilation                     | Nothing Broken                      | Alan Taylor               | Yana Bille-Chung              | 3 novembre 2023   |
| 8   | Le grand incendie de 1657             | The Great Fire of 1657              | Jane Wu                   | Michael Green & Amber Noizumi | 3 novembre 2023   |